# گونتر ریتاو
گونتر ریتاو (انگلیسی: Günther Rittau; ۷ اوت ۱۸۹۳ – ۶ اوت ۱۹۷۱) فیلم‌بردار و کارگردان فیلم اهل آلمان بود.
وی همچنین برندهٔ جوایزی همچون جایزه فیلم آلمان شده‌است.

## فیلم‌شناسی

### فیلم‌بردار
- نیبه‌لونگ‌ها (۱۹۲۴) (۲ بخش)
- متروپلیس (۱۹۲۷)
- آسفالت (۱۹۲۹)
- فرشته آبی (۱۹۳۰)